# 屋井村
屋井村（やいむら）は、かつて岐阜県本巣郡に存在した村である。
現在の本巣市屋井に該当する。

## 歴史
- 江戸時代、この地域は大野郡に属し、大垣藩領であった。
- 1889年（明治22年）7月1日 - 町村制により屋井村が発足。同時に本巣郡に移る。
- 1897年（明治30年）4月1日 - 七五三村、早野村と合併し、土貴野村が発足。同日屋井村廃止。